# Paul Poberezny
Paul Howard Poberezny (14 de septiembre de 1921 - 22 de agosto de 2013) fue un aviador y diseñador de aviones estadounidense. Fundó la Asociación de Aviones Experimentales (EAA) en 1953, y pasó la mayor parte de su vida  promocionando de las aeronaves de construcción casera.

## Experiencia en Aviones
Poberezny voló más de 500 tipos de aeronaves, incluyendo más de 170 aviones de fabricación casera. Él comenzó a volar a la edad de 16 con el regalo de un Planeador Primaria WACO que reconstruyó y aprendió a volar. Poberezny solista a los 17 años en un 1935 Porterfield, y pronto copropietario de un biplano de American Eagle.

## Vida personal
En 1996 se asoció con su hija Bonnie, su esposo Chuck Parnall, y Bill Blake para escribir Poberezny: The Story Begins, un recuento de los primeros años de Paul y Audrey, incluyendo la fundación de EAA..
Poberezny murió de cáncer el 22 de agosto de 2013 en Oshkosh, Wisconsin. Le sobreviven su esposa y dos hijos.